# Enrique Santos
Enrique Santos, noto anche come Enrico Santos o Henrique Santos (Valencia, 1883 – 1925), è stato un regista spagnolo.

## Biografia
Nato a Valencia nel 1883, muove i suoi primi passi come attore nella compagnia teatrale di Rafael Calvo e Antonio Vico. Interessatosi al cinema, si trasferisce a Parigi per lavorare come attore o regista, venendo assunto dalla Gaumont come secondo direttore di scena per quest'ultima.
Finita la parentesi francese, è stato attivo quasi esclusivamente nel cinema italiano del periodo del muto, ove, spesso firmandosi col nome di Henrique, ha diretto una ventina di film tra il 1910 e il 1921, tutti prodotti dalla Cines, di cui è stato uno dei registi più longevi e prolifici. Ha esordito con Amore di schiava e Amore di torero, interpretati da Maria e Gennaro Righelli, passando al lungometraggio nel 1916 con Il mistero della notte del 13 giugno. Nel corso della sua carriera ha diretto la diva Pina Menichelli ne Le mani ignote (1913), dal soggetto di un esordiente Mario Camerini, ha dato al lottatore Giovanni Raicevich il suo primo ruolo al cinema con Il leone mansueto (1919), si è cimentato nel serial (Gli scarabei d'oro, 1914), nella propaganda di guerra (Vipere d'Austria, a morte!, 1915), nel genere circense (La preda, 1919) ed in quello d'avventura (La corolla di sangue, 1920). Alberto Fassini lo considerava "il meno buono" dei sei metteurs-en-scène a contratto della Cines nel 1910 (Mario Caserini, Enrico Guazzoni, Giulio Antamoro, Egidio Rossi e un quinto non identificato), mentre lo storico del cinema Riccardo Redi l'ha definito un «modesto regista» e un mestierante. Oltre alla sicurezza nel dirigere gli attori scaturita dal suo passato teatrale, a Santos veniva comunque riconosciuta a suo tempo una certa abilità nel lavorare con gli animali (come nella trilogia con protagonista lo scimpanzé Jack) o con scene spettacolari (tra cui l'incendio finale de Il demone del fuoco, 1920).
Secondo alcune fonti, avrebbe anche collaborato alle scenografie del Quo vadis? di Guazzoni.
Con la crisi dell'industria cinematografica in Italia, e persi tutti i risparmi nel crollo della Banca Italiana di Sconto, nel 1921 lascia la Cines per tentare la fortuna all'estero, prima a Hollywood con la Famous Players-Lasky Corporation, e poi in Germania con la UFA, trovandosi però in difficoltà a causa della poca padronanza sia dell'inglese che del tedesco. Fa quindi ritorno nel suo Paese natale, dove dirige, grazie agli occasionali investimenti di imprenditori curiosi e alla ricerca di guadagni facili, due film, entrambi di scarso successo all'uscita e oggi perduti, terminando la sua vita coinvolto nella creazione di diverse scuole di cinema tacciate di frode, data la longevità molto breve e gli elevati costi di iscrizione. Muore infatti nel 1925.

## Filmografia

### Regista
- Amore di schiava (1910)
- Amore di torero (1910)
- Sperduta (1910)
- Attilio Regolo (1911)
- Santa Cecilia (1911)
- San Sebastiano (1911)
- In pasto ai leoni (1912)
- I due macchinisti (1913)
- Le mani ignote (1913)
- Il segreto del pazzo (1914)
- Gli scarabei d'oro (1914)
- L'acrobata mascherato (1915)
- Attenti alle spie! (1915)
- Le insidie del sotterraneo (1915)
- La mano inguantata (1915)
- Vipere d'Austria, a morte! (1915)
- Il mistero della notte del 13 giugno (1916)
- L'impronta della piccola mano (1916)
- Jack cuor di leone (1917)
- Il segreto di Jack (1917)
- L'attentato (1918)
- La preda (1919)
- Il leone mansueto (1919)
- Il demone del fuoco (1920)
- La corolla di sangue o Buffalo e la corolla di sangue (1921)
- El martirio de vivir (1922 o 1928)
- Los mártires del arroyo (1925)